# بخش گلی‌داغ
بخش گلی‌داغ یکی از بخش‌های شهرستان مراوه‌تپه در استان گلستان ایران است.

## تقسیمات کشوری
- بخش گلی‌داغ
  - دهستان گلی‌داغ
  - دهستان شلمی

شهر: گلیداغ

## جمعیت
بنابر سرشماری مرکز آمار ایران، جمعیت بخش گلی‌داغ در سال ۱۳۹۵ برابر با ۲۸،۷۲۸ نفر بوده است.